# Henneburg
Die Henneburg, ursprünglich Burg Prozelten, ist eine staufische Höhenburg der Schenken von Limpurg am rechten Ufer des Mains in der Gemeinde Stadtprozelten im Landkreis Miltenberg in Bayern, Deutschland.

## Geografische Lage

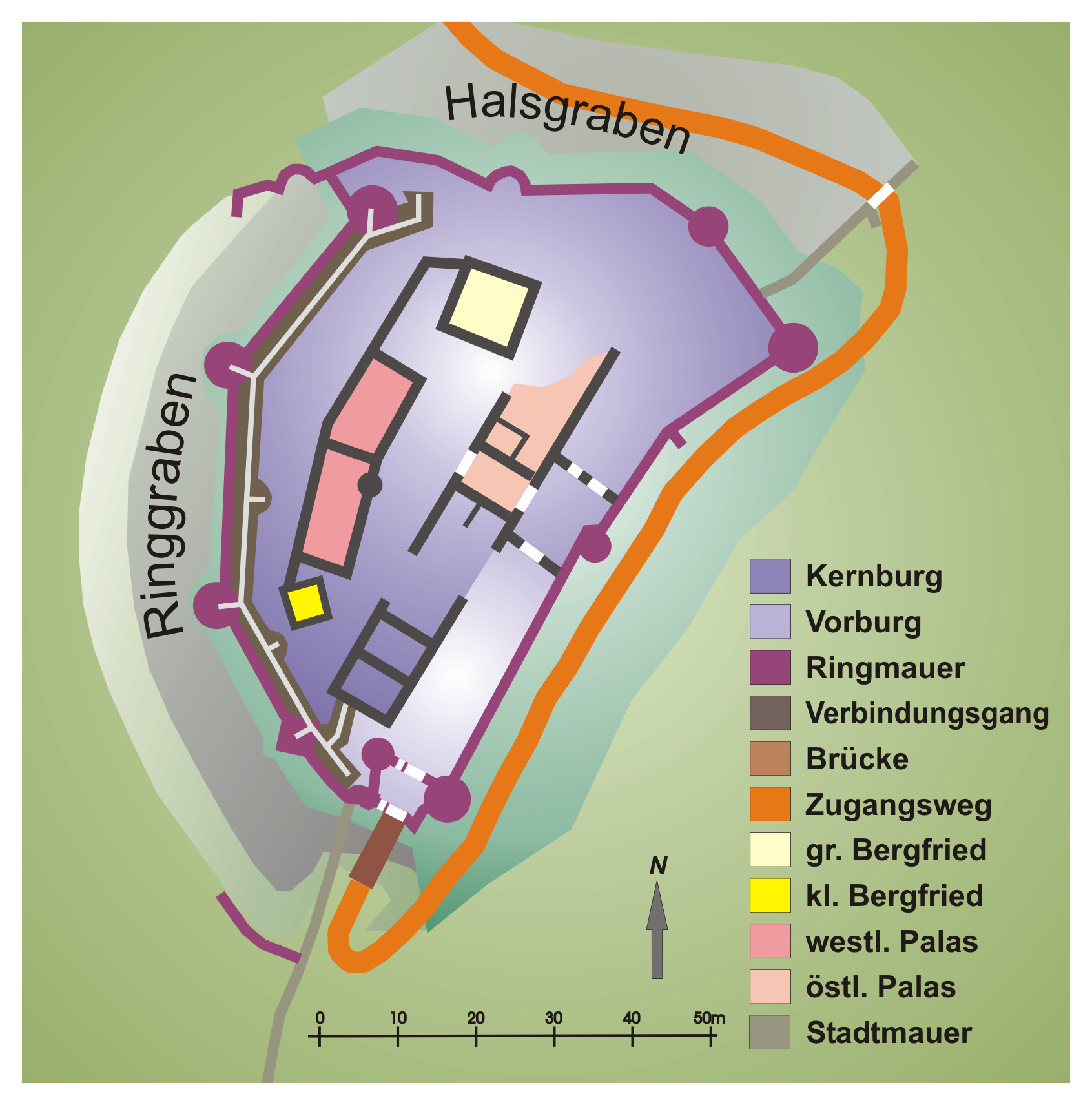
Karte der Ruine Henneburg

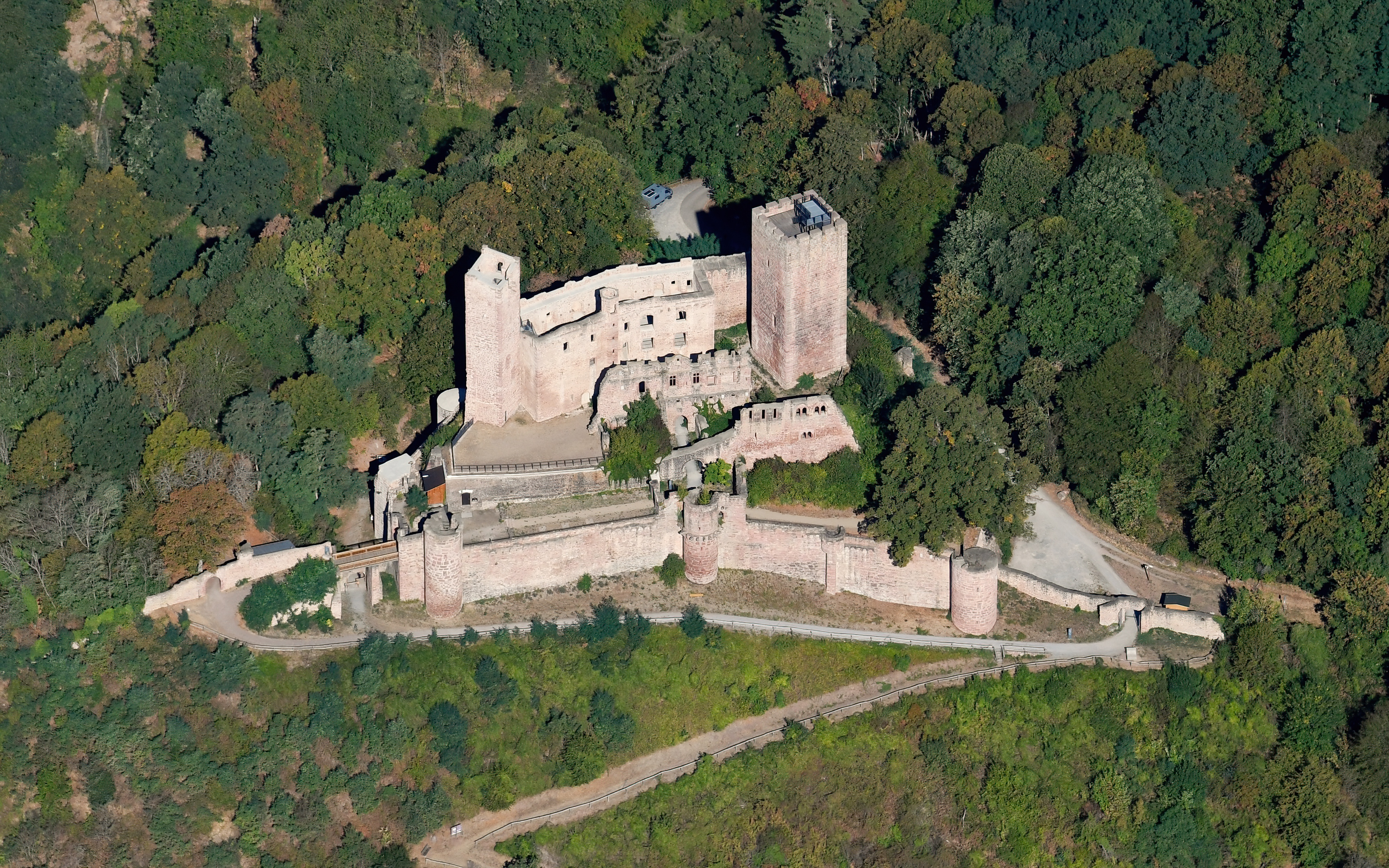
Die Henneburg aus der Vogelperspektive

Die ausgedehnte Ruine der Henneburg befindet sich auf 234 m ü. NHN am Maintalhöhenringweg etwa 100 Meter über dem rechtsmainischen Stadtprozelten (früher Prozelten) am Südrand des Spessarts auf einem Sandsteinausläufer des Kühlbergs. Zwischen Stadtprozelten und der Henneburg schützt ein 70 Meter tiefer Taleinschnitt die Westflanke der Burg. Nach Norden ist die Anlage durch einen Halsgraben geschützt, nach Südosten fällt der Kühlberg steil zum Main hin ab. Direkt an der Ruine verläuft der Fränkische Marienweg.

## Geschichte

### Die Schenken von Limpurg
Timo de Bratselde, 1127 Vogt des Stiftes St. Peter und Alexander zu Aschaffenburg und Verwalter deren Besitztümer im Mainviereck, zu dem auch Prozelten gehörte, gilt als der Gründer des dortigen Burgbezirks und Auftraggeber für einen Vorläuferbau der Burg Prozelten, wie die Henneburg zunächst hieß. Sicher ist, dass Conradus Colbo, einer der Schenken von Limpurg und Mundschenk Kaiser Friedrich Barbarossas, der auf der nicht weit entfernten Clingenburg saß, unmittelbarer Nachfolger des Timo de Bratselde nach dessen Tod wurde. Dies setzt voraus, dass zu dieser Zeit Bratselde (später Bradshelden, dann Prozelten) in staufischen Besitz geraten war.
Zahlreiche romanische Mauerrelikte, die in den ältesten Teilen der Burg aus dem 12. Jahrhundert, dem großen Bergfried und dem östlichen Palas zu finden sind, zeugen von der frühen Existenz eines Vorgängerbaus. Um 1260 erwähnt eine Urkunde die Brüder Albert Schenke, der später in den Deutschen Orden eintrat, und Walter Schenke, der nach seiner Heirat mit Elisabeth von Königstein-Reicheneck auf die Burg Reicheneck im Raum Nürnberg-Hersbruck übersiedelte, als Herren von Bradshelden. Beide Brüder vermachten dem Orden Teile ihrer Prozeltener Besitzungen. 1272 hinterließ Walter bei seinem Tode zwei unmündige Söhne, Conrad und Walter. Als deren Vormund wurde Reinhart von Hanau eingesetzt, der noch 1272 Anteile der Grafen Poppo und Rudolf von Wertheim am Schloss Prozelten für 600 Heller kaufte. Der Orden stärkte durch Zukäufe seinen Einfluss. So verkaufte 1386 Konrad der Ältere, Herr zu Bickenbach, an den Deutschordensmeister Siegfried von Venningen und an das Deutschordenshaus Prozelten einen seinen Zehntteile zu Röllfeld. Ansässige Adelsleute taten ihren Ritterdienst auf der Burg.
Dienstmänner der Burg
- 1385 Contz von Kottwitz (örtlicher Adel, 2 Jahre im Ordenshaus Prozelten)

### Die Wertheimer, Hanauer und Henneberger
1275, nur drei Jahre später, jedoch befanden sich die Grafen von Wertheim und Hanau in gemeinschaftlichem Besitz aller Liegenschaften, wie in einer noch vorhandenen Urkunde über einen Burgfrieden für Prozelten zu lesen ist. Aufgrund dieser Vereinbarungen scheint die Erbengemeinschaft ihre Anteile vorrangig an die Töchter vermacht zu haben. Die Grafen von Hanau jedenfalls traten in der Folgezeit im Zusammenhang mit Prozelten nicht wieder in Erscheinung.
Graf Heinrich von Henneberg, der Gemahl Kunigundes von Wertheim, begann 1288 und nochmals 1291, Ansprüche an Prozelten zu stellen. Im selben Jahr andererseits verkaufte die verwitwete Elisabeth von Wertheim ihren Prozeltener Besitz an ihren Schwager Gottfried von Schlüsselburg. Die Abhängigkeit der hoch angesehenen Elisabeth vom Deutschen Orden zeigte sich, als sie 1311 zunächst die Anrechte Poppos von Eberstein und Conrads von Vehingen an Prozelten bestätigte, 1313 dann das Erbe von Gottfried von Schlüsselburgs Witwe zurückkaufte und 1317 schließlich den Ebersteinischen Anteil erwarb. 1319 gelang es ihr auch, den Anteil Conrads von Vehingen, aufzukaufen. Damit war Elisabeth alleinige Herrin über Prozelten, die dazugehörenden Ländereien und der Burg. Nur ein kleiner Teil gehörte noch Graf Ludwig von Rieneck dem Älteren.

### Der Deutsche Orden
Ein Jahr später, 1320, gab Elisabeth ihren gesamten Besitz in die Hände des Deutschen Ordens. 1329 verzichtete dann auch Graf Ludwig von Rieneck auf seine Ansprüche zugunsten der Deutschherren. Spätere Schenkungen runden das Gebiet ab, sodass nach Urkunden von 1333 und 1440 der Orden das ihm nun völlig gehörende Prozelten samt Burg dem Erzbistum Mainz unterstellte.
150 Jahre lang besaß der Deutsche Orden die Burg Prozelten und nahm in dieser Zeit den großen gotischen Umbau vor, der der Burg ihre heutige Erscheinung gab. Es entstanden der kleine Bergfried und der westliche Palas, die für Pulverwaffen eingerichteten Verteidigungsanlagen und Feuergeschütztürme, die die ganze Burg umgeben, sowie ein unterirdisch begehbarer Wehrgang an der kritischen Nordwestflanke.
Um 1480 begannen in zahllosen Niederschriften festgehaltene Verhandlungen des Deutschen Ordens mit dem Erzstift Mainz über einen Tausch diverser Besitztümer, darunter auch Ort und Burg Prozelten. Diese Verhandlungen wurden am 9. April 1483 abgeschlossen. Der Hochmeister des Ordens, Reinhard von Neipperg, erreichte schließlich im Mai 1484 den eigentlichen Tausch der Burg Prozelten gegen die in Mainzer Besitz stehenden Burganlage Scheuerberg und die Stadt mit Stadtschloss Solme (heute Neckarsulm). Letzter Komtur auf Burg Prozelten war Graf Georg von Henneberg, dem die Burg mutmaßlich den heute gängigen Namen verdankt.

### Kriege und Verfall
Schon 1493 belegen Mainzer Rechnungen über umfangreiche Ausbesserungsarbeiten an der Henneburg den teilweisen Verfall der Anlage; einige Gebäude waren bereits baufällig und mussten aufwändig erneuert werden.
Vom Wüten des Bauernkriegs und des Dreißigjährigen Kriegs scheint die Henneburg verschont geblieben zu sein, denn es ist in den Annalen nur von Zerstörungen durch ein Unwetter die Rede, nicht von Kriegseinwirkungen. Die militärisch und strategisch nur wenig bedeutende Burg bot in den Kriegsjahren wohl kein Angriffsziel. Außerdem hatte sich Stadtprozelten, wie der Ort seit Erlangen der Stadtrechte nun hieß, im Bauernkrieg dem Aufstand angeschlossen und war dadurch einer Zerstörung entgangen, verlor aber durch diese Taktik die Stadtrechte, die erst 1528 erneut verliehen wurden.
Dass 1688 die Henneburg von französischen Truppen zerstört worden sei, kann ebenso wenig belegt werden wie bei den benachbarten Collenburg und Clingenburg. Da die Burg nunmehr seit fast 200 Jahren nur mit wenigen Amtsleuten und Soldaten besetzt und ein großer Teil der Anlage ungenutzt war, kann von einem schleichenden Verfall ausgegangen werden. 1704 wird die Henneburg erstmals als ruiniert bezeichnet.

### Sicherung und Bewahrung
100 Jahre später begannen die Besitzverhältnisse sich in kurzen Zeitabständen zu ändern. Ab 1803 gehörten Stadtprozelten und die Henneburg zum Fürstentum Aschaffenburg, 1810 zum Großherzogtum Frankfurt und ab dem Jahr 1814 zum Königreich Bayern. König Ludwig I. von Bayern veranlasste 1840 erstmals wieder eine Ausbesserung der Ruinen, um sie vor dem völligen Niedergang zu bewahren.
Ein Teil der Fensterfront des westlichen Palas stürzte 1927 nach einem Feuerwerk ein, doch erst ein Blitzschlag am 24. Juni 1978, der drei Menschen das Leben kostete, bewirkte die
Totalsanierung der Henneburg in den Jahren 1982 bis 1986. Die Türme wurden restauriert und Befestigungsanlagen ergänzt, der unterirdische Wehrgang wieder begehbar gemacht und ein abschließbares Tor am großen Turm angebracht. Nach Entfernung des starken Bewuchses legte man einen Besucherparkplatz an, der über eine schmale Straße von Stadtprozelten aus erreichbar ist.
Von 2017 bis 2022 wurde die Henneburg für 3,1 Mio. Euro durch den Freistaat Bayern saniert. In insgesamt fünf Bauabschnitten wurden im Wesentlichen die Burgmauern in großen Teilen neu verfugt. Seit Juli 2022 ist die Henneburg wieder für Besucher geöffnet.

## Heutige Nutzung
Der Zugang zur Henneburg befindet sich an der nordöstlichen Ecke der Anlage, die ganzjährig besichtigt werden kann. In den Sommermonaten sind die Aussichtsplattformen beider Bergfriede frei zugänglich. Sie ermöglichen einen Blick auf das Maintal und Stadtprozelten sowie jenseits des Mains auf die Höhen des Odenwalds und den Stadtteil Mondfeld des baden-württembergischen Wertheim.
In der Burganlage befindet sich eine Burgschänke.
Außerdem liegt der Einschießplatz des Bogenparcours Stadtprozelten im historischen Burggraben der Henneburg.
In den Wintermonaten von 15. Oktober bis März sind beide Bergfriede sowie der Wehrgang zum Schutz der hier angesiedelten Fledermauskolonien geschlossen.

## Beschreibung

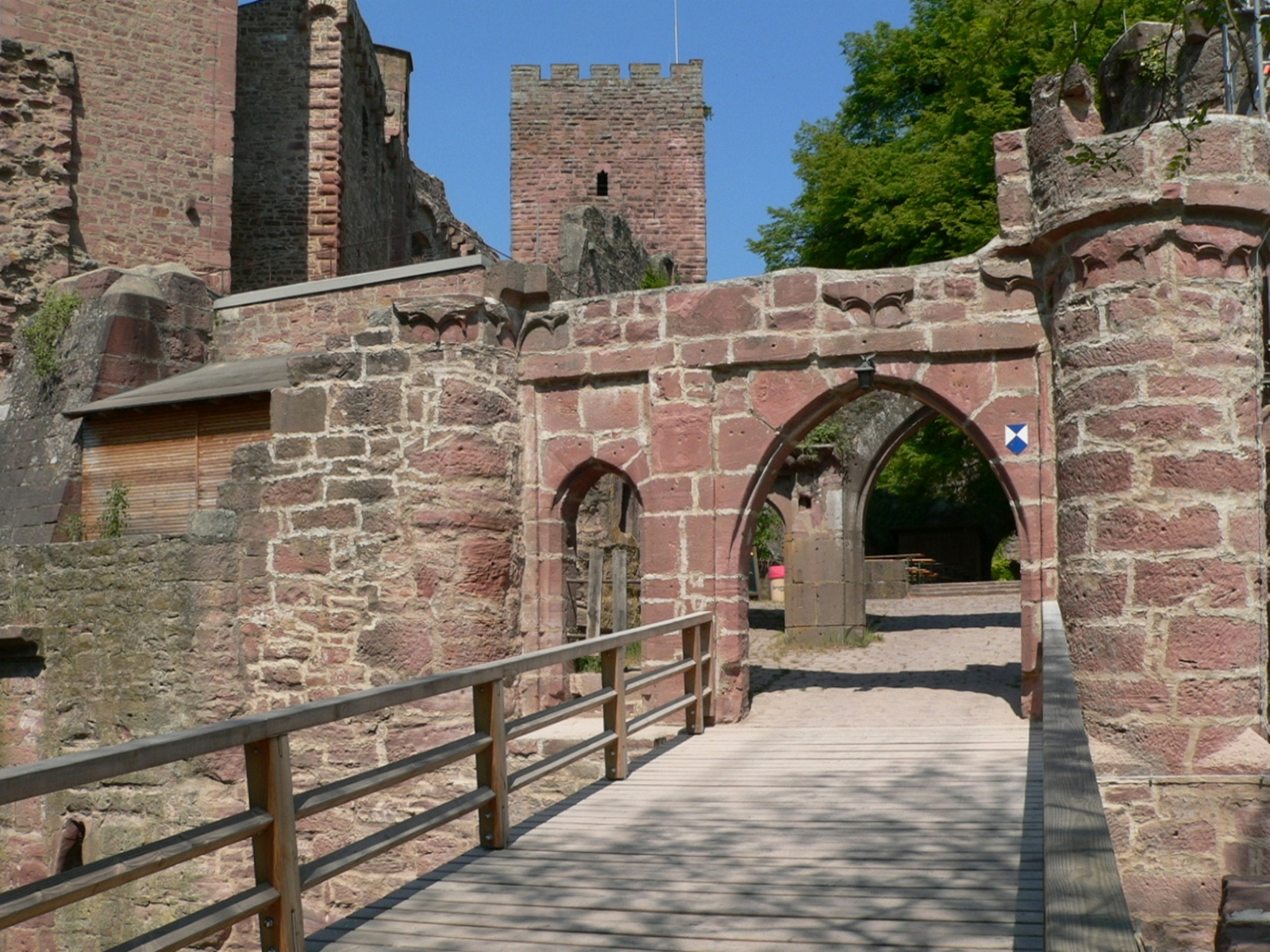
Eingang zur Vorburg

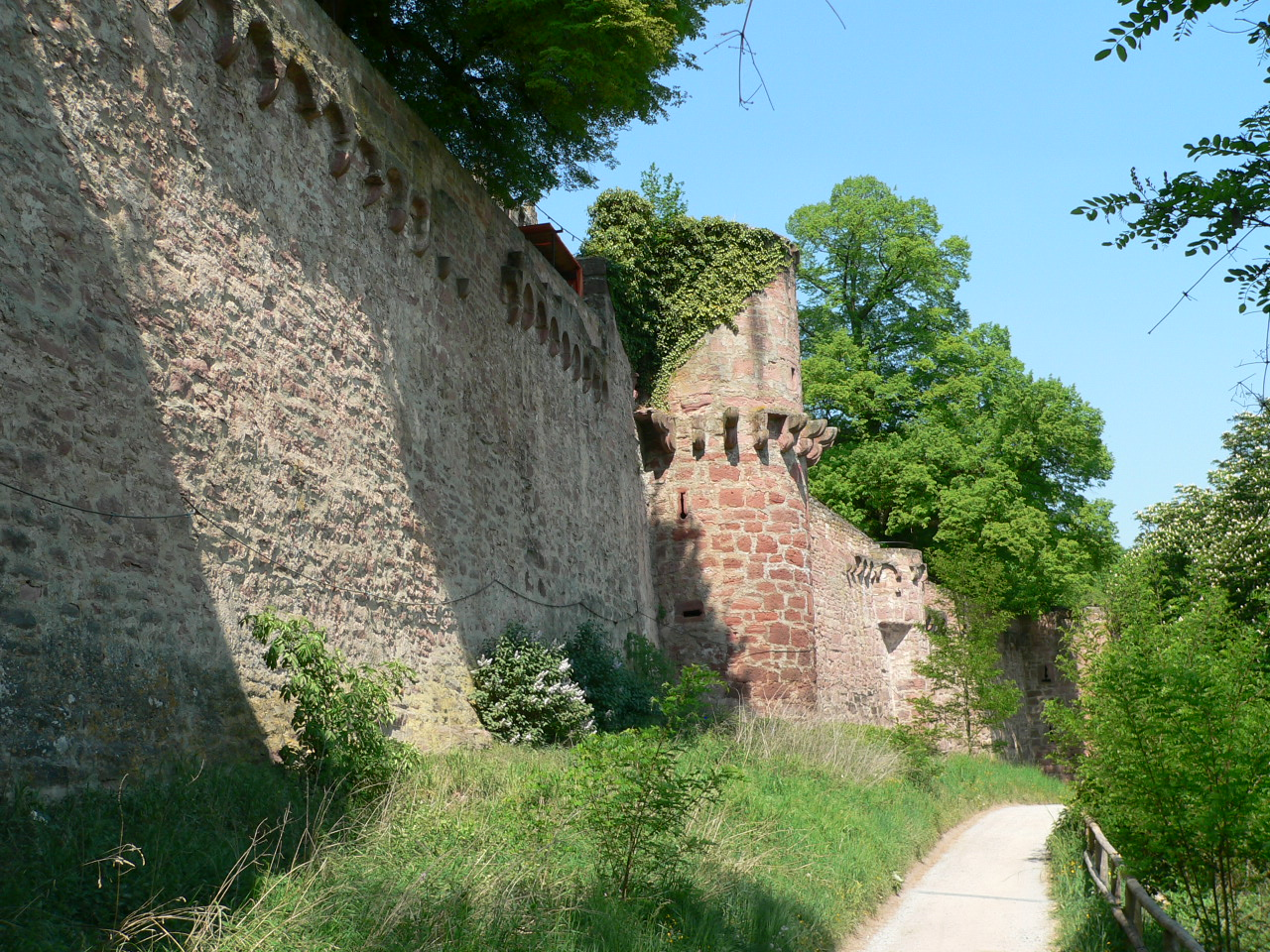
Östliche Vormauer

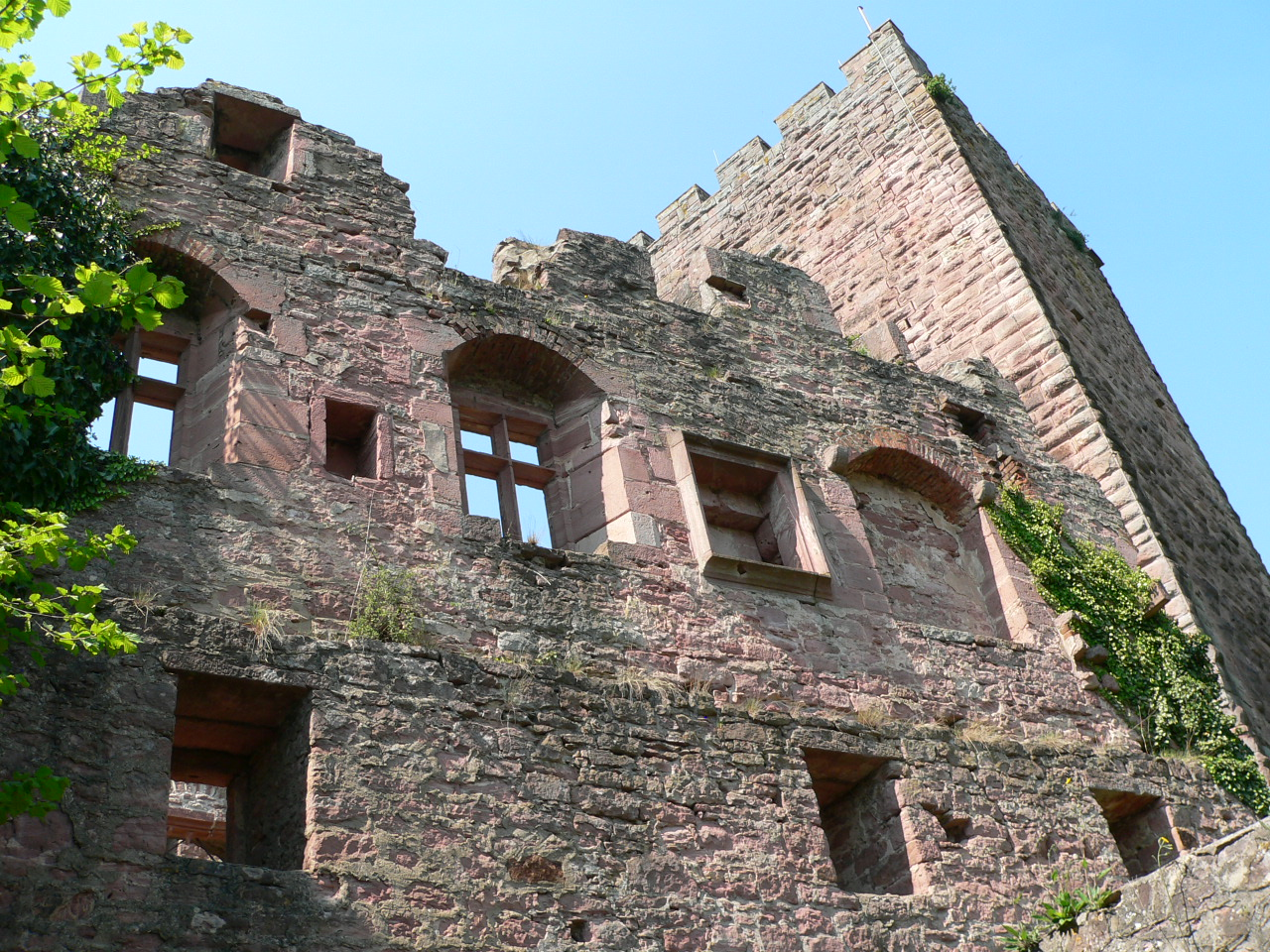
Östlicher Palas

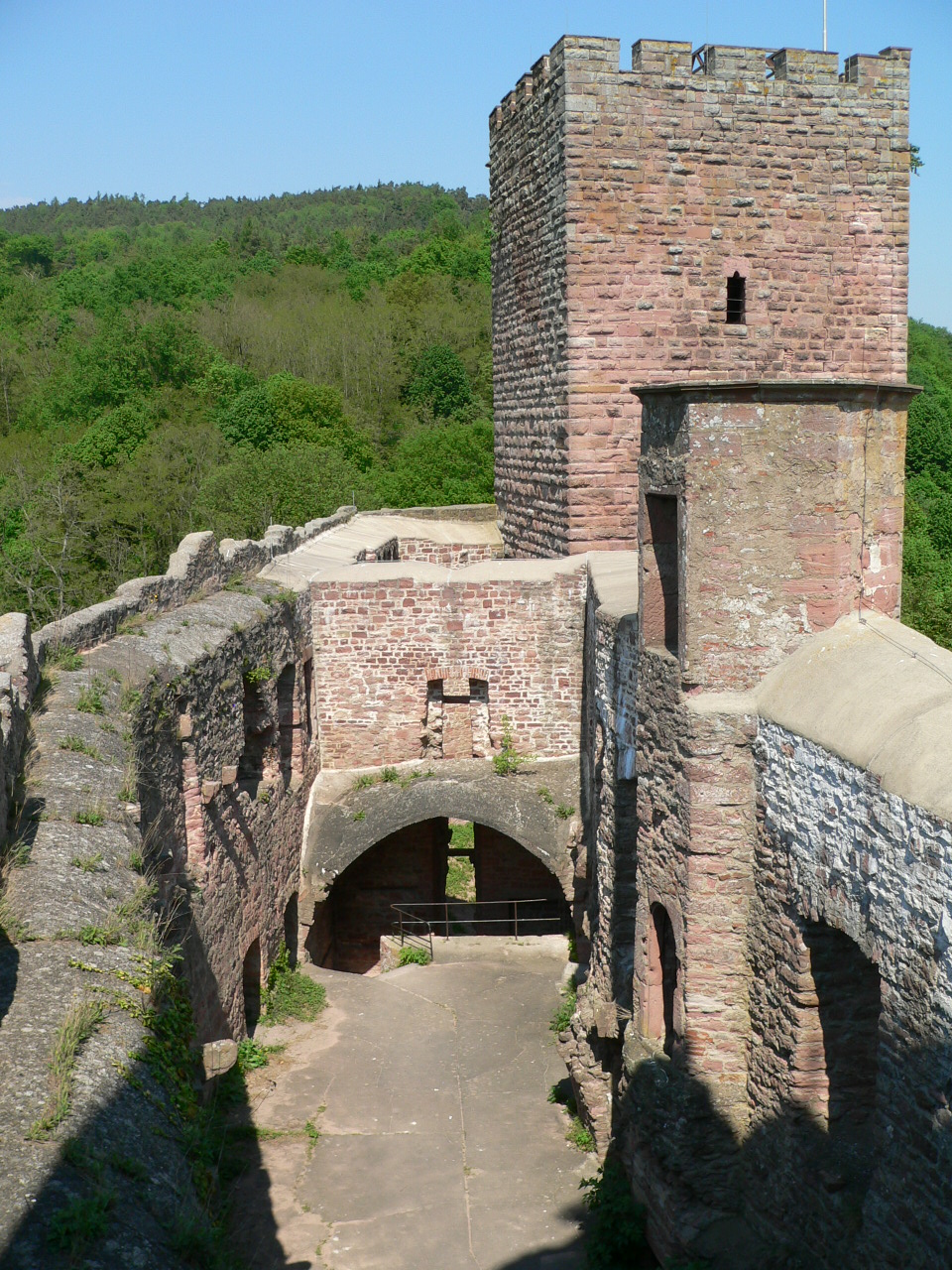
Westlicher Palas und großer Bergfried

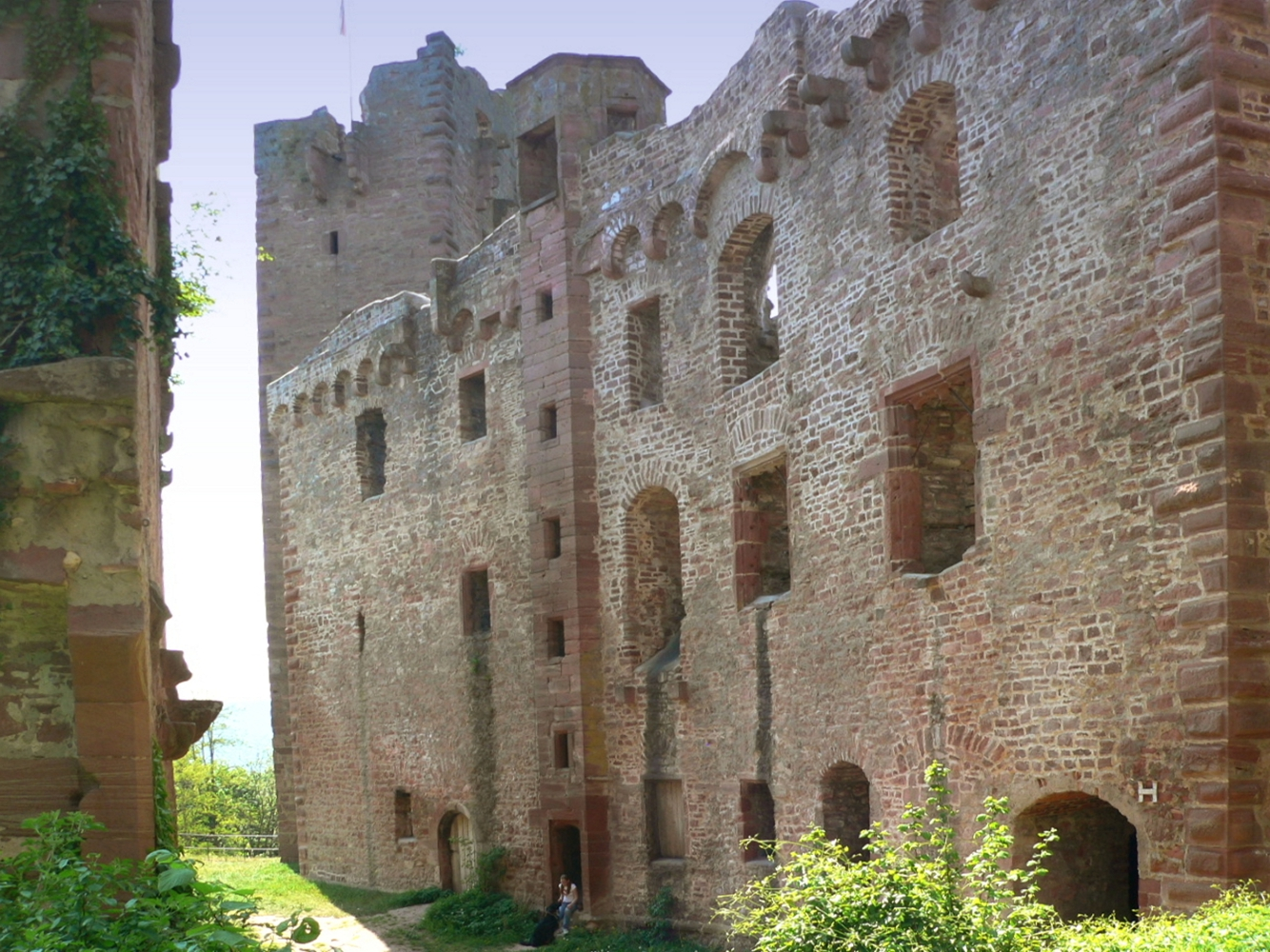
Westlicher Palas mit Treppenturm

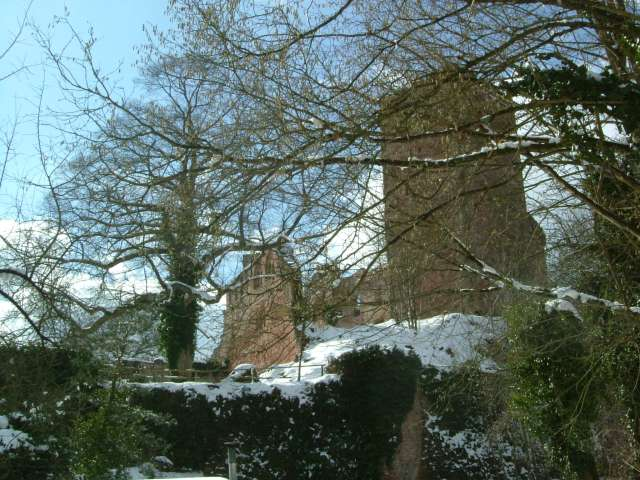
Henneburg, Winteransicht von Osten

Die Burganlage gliedert sich in die Oberburg, bestehend aus Vorburg und Kernburg, sowie die äußeren Anlagen mit Hals- und Ringgraben und der mainseitigen Schutzmauer. Erhalten sind die die Oberburg umschließenden Befestigungen, mehrere Burgtore, sieben Mauertürme oder deren Reste, die beiden Palasruinen, großer und kleiner Bergfried sowie der rund 150 Meter lange, durch Abgänge in den Mauertürmen begehbare und elektrisch beleuchtete unterirdische Wehrgang, der den südwestlichen Torbau mit dem nördlichen Anlagenteil verbindet. Man betritt die äußere Burganlage von Nordosten durch ein kleines Vortor. Ein Fußweg führt an der mainseitigen Burgmauer entlang zum Torhaus der Vorburg, dem eigentlichen Eingang.

### Vorburg
Eine Holzbrücke über den Ringgraben führt zunächst zum spätgotischen Vortor des Torbaus, dem eine jüngere, aber ebenfalls spitzbogige Einfahrt zur Vorburg folgt. Beide Tore bestehen aus einem Haupttorbogen und einer Fußgängerpforte. Die Jahreszahl 1523 an der ersten Pforte bezieht sich auf dessen Renovierung. Über dem inneren Tor sind im Hochrelief zwei Hunde zu sehen, wahrscheinlich ein Hinweis auf das Geschlecht der Rüd von Kollenberg. Gleich linker Hand nach dem Torbau befindet sich die Burgschänke.
Die Vorburg, auch als Zwinger oder Oberer Torweg bezeichnet, stammt mit der östlichen, zum Main zeigenden und der nordöstlichen Vormauer mit dem Halsgraben aus der Zeit der Deutschherren. Vier Türme in der östlichen Vormauer mit einem Durchmesser von etwa 4,5 bis 6,8 Metern schützten die äußere Torzufahrt. Der mittlere Rundturm trägt einen Konsolenkranz für einen ehemaligen, hölzernen Wehrgang in halber Mauerhöhe. Im hochgotischen Torhof, dem Durchgang zur Kernburg, befinden sich drei zierliche Torbögen. Das nach dem Vorbild in der Gelnhäuser Kaiserpfalz um 1170 bis 1190 ausgeführte doppeltreppige Stufenportal des Burgtores betont die damalige Bedeutung der Burg. Im 14. Jahrhundert wurde das Burgtor durch ein einfaches Vorwerk ergänzt und ein zusätzliches zweites innen hinzugefügt, sodass der Zugang zur Kernburg sehr repräsentativ erschien.

### Kernburg
Die Kernburg, die man durch den Torhof betritt, ist der älteste Teil der Henneburg. Hier befinden sich der große Bergfried und der östliche Palas aus staufischer Zeit und der kleine Bergfried und der westliche Palas aus der Zeit der Deutschherren. Umgeben wird die Kernburg von einer ebenfalls staufischen, fast geschlossenen Ringmauer, die im Bereich des großen Bergfrieds und des östlichen Palas mit Buckelquadern aufgemauert wurde, während das Mauerwerk der Ringmauer beim gleichzeitig errichteten Burgtor aus Bruchsteinen besteht. Die Rückwand des westlichen Palas ist Teil der westlichen Ringmauer und als Mantelmauer ausgebildet. Das südwestliche Teilstück der Ringmauer zwischen Bergfried und Burgschänke fehlt heute.
Das mit einer Grundfläche von 10,5 × 11 Metern relativ große, wohnturmähnliche Gebäude des östlichen Palas besteht aus drei, ursprünglich vier Stockwerken, Im Obergeschoss finden sich Reste eines Kamins. Die Baufuge zum südlich anschließenden gotischen Wohnbau ist deutlich zu sehen.
Der am nördlichen Rand der Kernburg stehende, 25 Meter hohe große Bergfried hat eine Grundfläche von 9,8 × 9,8 Metern. In dem aus einer Buckelquaderverbindung bestehenden Bau befindet sich in etwa zehn Metern Höhe der ursprüngliche Eingang, an dem noch die Aussparungen für das Türhaus und die Brücke zum benachbarten westlichen Palas zu sehen sind. Auch das Innere des Turmes ist ähnlich sorgfältig wie das Äußere mit fein bearbeiteten Quadern aufgemauert. Die Bearbeitungsqualität der Buckelquader nimmt jedoch im oberen Bereich des Turmes deutlich ab. Dies lässt auf einen raschen Abschluss der Bauarbeiten durch äußere Zwänge oder auf Geldmangel schließen. Im großen Bergfried sind zwei, über eine komplizierte Gangführung erreichbare Aborte angelegt, die über einen Schacht in der Turmwand und über eine Rinne in den Burggraben entleert wurden.
Im Gegensatz zum östlichen Palas ist der nach 1321 vom Deutschen Orden erbaute westliche Palas besser erhalten. Er besitzt einen sechseckigen Treppenturm und Reste von zwei 14 × 5,5 Meter und 10,5 × 5,5 Meter großen Sälen. Die noch vorhandenen Kragsteine trugen die hölzerne Galerie, die die Räume untereinander verband. Der kleine Bergfried schließt den westlichen Palas zur Südwestseite hin ab. Sein Eingang war vom dritten Obergeschoss des Palas aus zu erreichen, etwa in Höhe des Wehrganges der westlichen Vormauer. Das Turminnere weist keine Geschosse mit Aufenthaltsräumen auf, es gibt nur einen durchgehenden Treppenaufstieg. Der kleine Bergfried ist aus Bruchsteinwänden errichtet, die durch Eckbuckelquader verklammert sind.

### Vormauer
Anfang des 15. Jahrhunderts wurde zum Schutz vor Angriffen über die westliche Landseite der Henneburg eine etwa 150 Meter lange und etwa 2,3 Meter starke Vormauer errichtet. Ein viereckiger und drei runde Grabentürme mit 5,3 bis 6,7 Metern Durchmesser bewehren zusätzlich das Bollwerk. Die Türme sind durch eine unterirdische Galerie mit zusätzlichen Schießscharten miteinander verbunden. Vom südlichen Gebäude der Kernburg, heute Burgschänke, führt ein Gang in Höhe des quadratischen Grabenturmes zur Galerie. Alle vier Türme sind in einzelne, durch Treppen verbundene Geschosse mit Schießkammern und Gewölben unterteilt. Der nördliche Teil der Vormauer besteht aus großen Quadern, der ältere südliche aus Bruchsteinmauerwerk.
Es wird vermutet, dass der dem Ringgraben von 15 Metern Breite westlich vorgelagerte Wall eine eigene zweite Vormauer getragen hat, da Maueransätze an beiden Enden des Walls diesen Schluss zulassen. Mauerreste am Ansatz der vor Ringgraben und Halsgraben liegenden Stadtmauer deuten darauf hin, dass es vor der Eingangsbrücke noch eine weitere Barbacane (Vorwerk) gab. Beide Annahmen sind jedoch nicht durch Aufzeichnungen gesichert.